# Steel Tongue Drum

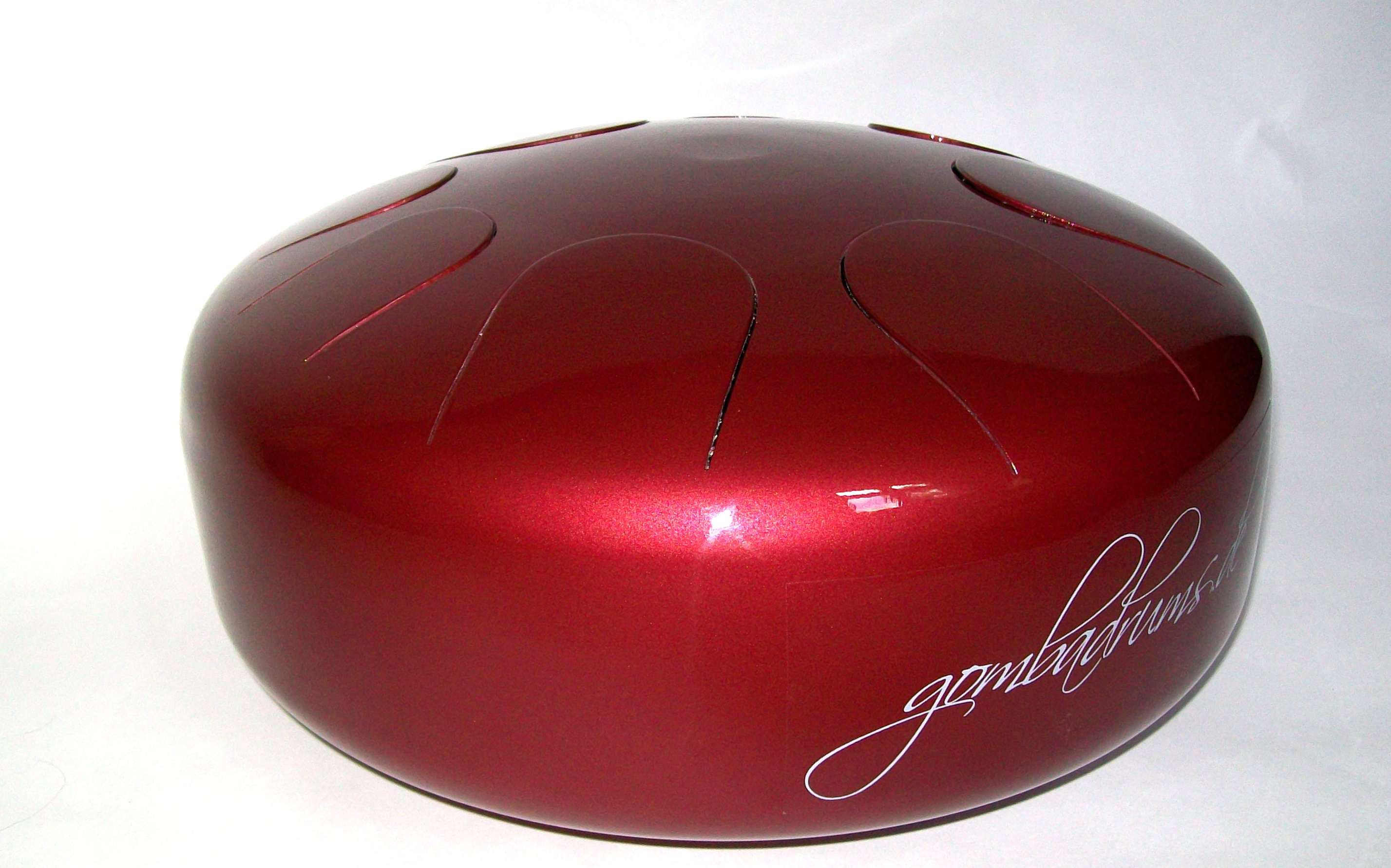
Beispiel einer kommerziellen Steel Tongue Drum

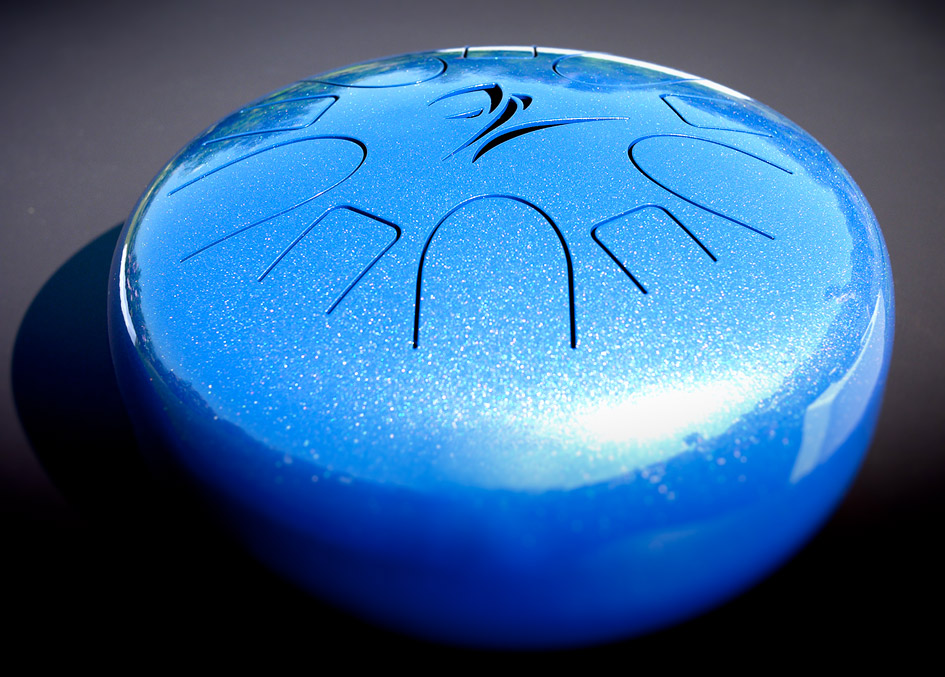
Beispiel einer kommerziellen Steel Tongue Drum

Eine Steel Tongue Drum, auch Steel Slit Drum, Tank Drum, Hank Drum oder Zungentrommel, ist ein Stahlzungen-Perkussionsinstrument und gehört zur Familie der Aufschlagidiophone.

## Bauform
Eine Steel Tongue Drum besteht aus einem hohlen, runden Klangkörper aus Stahl, der auf der Oberseite im Unterschied zu den Tonfeldern der Handpan gewöhnlich sieben bis zehn Stahlzungen hat, die tonal gestimmt und mit den Händen oder gepolsterten Schlägeln gespielt werden. Die Stahlzungen werden beim Herstellungsprozess aus dem Klangkörper so ausgeschnitten, dass nur noch an einer Seite eine Verbindung bleibt. Üblicherweise haben Steel Tongue Drums eine Öffnung auf der Unterseite, seltener auf der Oberseite.
Klangbeispielⓘ

## Geschichte
Dennis Havlena wurde im Frühjahr 2007 vom Hang zu einem Instrument inspiriert, das sich auf einfache Weise im Selbstbau herstellen lässt. Er übernahm vom Hang die kreisförmige Anordnung mit den Händen gespielter Tonfelder. Als Basis für sein Instrument diente ein leerer 20 lb Propangas-Tank, der in den USA in vielen Haushalten vorhanden ist. Anders als beim Hang wählte Havlena zur Tonerzeugung Zungen in verschiedener Größe, die aus dem Tank ausgesägt werden. Diese Idee hatte er von der Tambiro von Felle Vega übernommen, einem Stahlzungeninstrument auf der Basis eines Heliumtanks in dessen Seiten sechs Zungen eingeschnitten waren. Havlena hatte bereits selbst eine eigene Version der Tambiro gebaut und eine Bauanleitung auf seiner Website veröffentlicht. Havlena nannte sein Instrument Propane Tank Drum oder Hank Drum (als Kombination aus "Hang" und "Tank") und veröffentlichte im Sommer 2007 auch für dieses Instrument eine Bauanleitung.  Sie fand ein weltweites Echo bei Menschen, die sich am Selbstbau von Havlenas Instrument versuchten und ihre Ergebnisse auf YouTube der Öffentlichkeit vorstellten.
Mittlerweile haben es weltweit etliche Hersteller unternommen, kommerzielle Versionen der Steel Tongue Drum auf den Markt zu bringen, welche sich dadurch auszeichnen, dass kein Propangas-Tank umgearbeitet, sondern ein nicht so hoher Klangkörper eigens hergestellt wird, der im Sitzen auf den Oberschenkeln gespielt werden kann.